# San Antonio Ogotzil
San Antonio Ogotzil är en ort i Mexiko.   Den ligger i kommunen Comitán Municipality och delstaten Chiapas, i den sydöstra delen av landet, 800 km öster om huvudstaden Mexico City. San Antonio Ogotzil ligger 2 073 meter över havet och antalet invånare är 455.
Terrängen runt San Antonio Ogotzil är varierad. Runt San Antonio Ogotzil är det ganska tätbefolkat, med 100 invånare per kvadratkilometer. Närmaste större samhälle är Las Margaritas, 18,4 km öster om San Antonio Ogotzil. I omgivningarna runt San Antonio Ogotzil växer huvudsakligen savannskog.